# Sula (Møre og Romsdal)
Sula es un municipio de la provincia de Møre og Romsdal en la región de Vestlandet, Noruega. A 1 de enero de 2018 tenía una población estimada de 9131 habitantes.
Se encuentra ubicado en la parte noroccidental del sur del país, cerca de la costa del mar de Noruega.